# 滕茂实
滕茂实（？—1128年），初名裸，字秀颖，苏州吴县（今江苏省苏州市）人。
善於篆书，北宋政和八年进士。以太学正兼明堂司令，累官工部员外郎。靖康元年，与副佥书路允迪奉命出使金国，割讓太原。金军到太原城下，遭到宋军抵抗，金主以宋朝無信，囚茂实於云中郡。忧愤致疾而卒，葬雁门山，元好问赞之：“先生名节凛然，不愧古人。”

## 延伸阅读
[在维基数据编辑]
 《宋史·卷449》，出自脱脱《宋史》